# (500497) 2012 TB269
(500497) 2012 TB269 es un asteroide perteneciente al cinturón de asteroides, descubierto el 10 de agosto de 2007 por el equipo del Spacewatch desde el Observatorio Nacional de Kitt Peak, Arizona, Estados Unidos.

## Designación y nombre
Designado provisionalmente como 2012 TB269.

## Características orbitales
2012 TB269 está situado a una distancia media del Sol de 2,861 ua, pudiendo alejarse hasta 3,299 ua y acercarse hasta 2,422 ua. Su excentricidad es 0,153 y la inclinación orbital 4,544 grados. Emplea 1767,79 días en completar una órbita alrededor del Sol.

## Características físicas
La magnitud absoluta de 2012 TB269 es 17,7. 